# Mónica Rubio (astrónoma)
Mónica Solange Rubio López (Santiago, 9 de junio de 1955) es una astrónoma chilena y directora de la Sociedad Chilena de Astronomía (SOCHIAS) entre 2019 y 2021. Por sus importantes contribuciones a la astronomía obtuvo el Premio Nacional de Ciencias Exactas del año 2021.

## Biografía
Mientras cursaba enseñanza media comenzó a asistir a clases en la Asociación Chilena de Astronomía y Astronáutica (ACHAYA) y a visitar el observatorio Cerro Pochoco. En el año 1976 obtuvo la Licenciatura en Ciencias en la Universidad de Chile y el Magíster en Astronomía en el año 1982, en la misma casa de estudios. En 1992 se doctoró en Astrofísica y Técnicas Espaciales de la Universidad de París en Francia.
Entre los años 2007 y 2014 ejerció como Directora del Programa de Astronomía de CONICYT. 
En 2015 encabezó un estudio que fue publicado en la Revista Nature, sobre una nueva forma de maternidad estelar, descubierta tras el hallazgo de una "incubadora" de estrellas al alero de Wolf-Lundmark-Melotte (WLM), que se encuentra a tres millones de años luz del planeta Tierra.
En agosto de 2021 fue elegida para presidir la división H (sobre “Medio Interestelar y Universo Local”) de la Unión Astronómica Internacional, siendo la primera astrónoma chilena en asumir ese cargo.

## Premios y reconocimientos
En 2004 recibió el premio "Women Who Make a Difference" de la organización International Women's Forum. En 2016 se le otorgó el premio "Mujer del año" y en 2021 obtuvo el Premio Nacional de Ciencias Exactas.